# Municipio de Liscomb
El municipio de Liscomb (en inglés: Liscomb Township) es un municipio ubicado en el condado de Marshall en el estado estadounidense de Iowa. En el año 2010 tenía una población de 274 habitantes y una densidad poblacional de 2,95 personas por km².

## Geografía
El municipio de Liscomb se encuentra ubicado en las coordenadas 42°9′46″N 92°57′6″O / 42.16278, -92.95167. Según la Oficina del Censo de los Estados Unidos, el municipio tiene una superficie total de 92.83 km², de la cual 92,81 km² corresponden a tierra firme y (0,02 %) 0,02 km² es agua.

## Demografía
Según el censo de 2010, había 274 personas residiendo en el municipio de Liscomb. La densidad de población era de 2,95 hab./km². De los 274 habitantes, el municipio de Liscomb estaba compuesto por el 98,54 % blancos, el 0,73 % eran afroamericanos y el 0,73 % eran de una mezcla de razas. Del total de la población el 4,38 % eran hispanos o latinos de cualquier raza.